# Paolo Ostinelli
Paolo Ostinelli (* 1968 in Mendrisio) ist ein Schweizer Historiker und Archivar.

## Leben
Ostinelli, der aus dem Kanton Tessin stammt, studierte von 1987 bis 1993 an der Universität Zürich Geschichte, Kunstgeschichte und italienische Literatur. Von 1993 bis 1996 war er wissenschaftlicher Mitarbeiter von Ludwig Schmugge am Historischen Seminar in Zürich. 1995 promovierte er in Zürich unter dem Titel "Il governo delle anime. Strutture ecclesiastiche nel Bellinzonese e nelle Valli ambrosiane (XIV-XV secolo)", sein Doktorvater war Ludwig Schmugge. Seit 1996 ist er wissenschaftlicher Archivar am Staatsarchiv des Kantons Tessin in Bellinzona. Seit 2016 ist er dort Leiter der Abteilung Mittelalter und frühe Neuzeit. 2004 habilitierte er sich wiederum an der Universität Zürich und wurde Privatdozent. Seit 2017 ist er Titularprofessor. 2018 wurde er zum Direktor des Tessiner Centro di dialettologia e di etnografia ernannt.

## Werk
Ostinelli forscht insbesondere zu Pfarreigeschichte und der Geschichte im Gebiet des heutigen Kantons Tessin. Ostinelli hat dazu ausserdem zahlreiche Quelleneditionen herausgegeben. Ostinelli verfasste diverse Artikel für das Historische Lexikon der Schweiz.